# Адоскін Анатолій Михайлович
Анатолій Михайлович Адоскін (рос. Анатолий Михайлович Адоскин; 23 листопада 1927, Москва, СРСР — 20 березня 2019, Москва) — радянський і російський актор театру і кіно. Народний артист Російської Федерації (1996).

## Життєпис
Анатолій Михайлович Адоскін народився 23 листопада 1927 року в Москві.
Закінчив студію при театрі імені Моссовєта під керівництвом Ю. А. Завадського в 1948 році. Після закінчення студії був запрошений в трупу театру.
У 1961 році перейшов в трупу театру «Современник». У 1965 році був запрошений в театр імені Ленінського комсомолу, а в 1968 році повернувся в Театр імені Моссовета.
Дружина — Ольга Георгіївна Тарасова (нар. 1927), балерина, балетмейстер і педагог ГІТІСу, племінниця актриси Алли Тарасової. У шлюбі з 1944 року і до його смерті. Дочка — Марія, вчитель англійської.
Анатолій Михайлович Адоскін помер 20 березня 2019 року в Москві на 92-му році життя. Похований 23 березня на Донському кладовищі Москви.

## Визнання і нагороди
- Заслужений артист РРФСР (30 вересня 1981)
- Народний артист Російської Федерації (9 квітня 1996) — за великі заслуги в галузі мистецтва
- Орден Пошани (24 квітня 2008 року) — за великі заслуги в розвитку вітчизняної культури і мистецтва, багаторічну плідну діяльність

## Фільмографія
- 1956 — «Два капітани»
- 1956 — «Вона вас кохає»
- 1957 — «Наші сусіди»
- 1958 — «Годинник зупинився опівночі»
- 1959 — «Любов'ю треба дорожити»
- 1960 — «Весняні грози»
- 1961 — «Дівчата»
- 1961 — «Людина нізвідки»
- 1962 — «Чорна чайка»
- 1963 — «Постріл в тумані»
- 1964 — «Хочете — вірте, хочете — ні ...»
- 1971 — «Собака Баскервілів»
- 1987 — «Живий труп»